# Афера прислушкивање (Македонија)

## Позадина
Премијер Никола Груевски је 31. јануара 2015. на конференцији за новинаре оптужио лидера највеће опозиционе странке СДСМ Зорана Заева, који је и градоначелник Струмице, да је "на нелегалан начин и уз помоћ страних обавештајних служби организовао мрежу прислушкивања македонског државног врха да би набавио компромитујуће податке уз помоћ којих би принудио владу да поднесе оставку ". Због афере са прислушкивањем државног врха, 31. јануара су поднете кривичне пријаве против четворо осумњичених за насиље над државним органима, угрожавање уставног поретка и демократских институција, међу којима је и Зоран Заев, што је први такав случај у историји македонског правосуђа, а премијер Груевски је обавестио јавност да је покушан државни удар. Заев је почео тзв. бомбе да објављује 9. фебруара. »Најмање 20.000 људи је у последњих неколико година прислушкивано«, рекао је оптуживши Груевског и директора Безбедносно-обавештајне службе (УБК) Сашу Мијалку да се противзаконито прислушкивање спроводило под њиховим надзором. Први детаљи дуго најављивала "бомба", лидер СДСМ Зоран Заев, данас је објавио на конференцији за новинаре у седишту странке у Скопљу присуствовао велики број новинара и партијских присталица. Он је тражио јавност да буду стрпљиви, јер као што је ускоро следи и други детаљи "бомба". 

### Прва бомба
На конференцијама за штампу, Заев је 9. фебруара оптужио премијера Николу Груевског и начелника БИА Сасо Мијалкова да у њиховом циљу се прислушкује око 20.000 грађана. Он је напоменуо да су, поред опозиције, прислушкивани новинари, неки министри у влади, као и председник Ђорђе Иванов. 
Епицентер друге бомбе, објављене 15. фебруара, је било македонско правосуђе. Заев је објавио пет телефонских разговора уз оптужбе да наводно показују »надзор који је влада увела над судством и правосуђем у земљи«. У првом снимку су се министарка унутрашњих послова, Јанкуловска и бивши министар правде Михајло Маневски наводно договарали о притисцима код именовања Судског већа. 

### Друга бомба
У другом снимку Заев оптужује директора безбедносне и обавештајне службе Сашу Мијалку и бившег заменика председника Владе за спровођење рамковног споразума Мусу Џафериа да се договарају о именовању председника Врховног суда. 

### Трећа бомба
Трећу бомбу је Заев објавио 20. фебруара. Према мишљењу опозиције, ради се о разговорима између директора безбедносне и обавештајне службе Саше Мијалку и уредника Сител ТВ-а Драгана Павловића - Латаса, као и између Мијалку и бившег власника телевизије Канал 5 и некадашњег власника Емила Стоименова у вези са монтираним хапшењем бившег министра унутрашњих послова Љуба Бошковски. Од кад македонску јавност потресају ове тзв. бомбе, влада се није одазвала на оптужбе и прислушкивања. Премијер је иначе пре неколико дана најавио да ће се огласити овим поводом али његова странка ВМРО-ДПМНЕ одговара на оптужбе да Заев помоћу страних служби и у складу са страним интересима директно штети интересима Македоније и њеним грађанима. 

### Четврта бомба
Лидер СДСМ Зоран Заев је четврту бомбу изнео у јавноста са општењем да последњих 3.-4. године се прислушкује више од 100 новинара, међу којима је био уредник Фокус ТВ Никола Младенов. Младенов је погинуо две године раније у саобраћајној несрећи.